# Maurice Bloomfield
Maurice Bloomfield (23 de febrero de 1855 – 12 de junio de 1928) fue un filólogo y erudito en sánscrito estadounidense nacido en el Imperio austríaco.

## Biografía
Nació como Maurice Blumenfeld en Bielitz, en lo que en aquel entonces era Silesia austríaca  (hoy está en Polonia), de padres judíos. Su hermana era Fannie Bloomfield Zeisler y el lingüista Leonard Bloomfield era su sobrino. Se casó con Rosa Zeisler en 1885 y tuvo un hijo y una hija; Rosa murió en 1920. En 1921 se casó con Helen Scott. 
Fue a los Estados Unidos en 1867, y 10 años más tarde se graduó de la Universidad Furman, Greenville, Carolina del Sur. Luego estudió sánscrito en la Universidad Yale, con William D. Whitney, y en la Universidad Johns Hopkins. Formó parte de la segunda clase de graduados que obtuvo el doctorado en Johns Hopkins; su título le fue otorgado en 1879.  Regresó a Hopkins como profesor asociado en 1881 después de una estancia de dos años en Berlín y Leipzig, y poco después fue ascendido a profesor de sánscrito y filología comparada. Se vio obligado por problemas de salud a jubilarse en 1926 y fue nombrado profesor emérito en honor a sus 45 años en la facultad de Hopkins. Después de jubilarse se trasladó a San Francisco para estar más cerca de su hijo, y murió allí el 13 de junio de 1928.  En 1896, la Universidad de Princeton le otorgó el título de LL. D. grado sobre él.
Entre sus artículos en el American Journal of Philology se encuentran algunos sobre lingüística comparada, como aquellos sobre asimilación y adaptación en clases congenéricas de palabras, y muchas contribuciones valiosas a la interpretación de los Vedas, y es más conocido como estudiante de los Vedas. Tradujo, para los Libros Sagrados de Oriente de Max Müller, los Himnos del Atharva-Veda (1897); contribuyó a los Grundriss der indo-arischen Philologie und Altertumskunde de Buhler-Kielhorn en la sección El Atharva-Veda y el Gopatha Brahmana (1899); fue el primero en editar el Kausika-Sutra (1890), y en 1907 publicó, en la Harvard Oriental Series, A Vedic Concordance.   En 1905 publicó Cerbero, el perro del Hades, un estudio de mitología comparada. La religión del Veda apareció en 1908; Vida e historias del salvador jaina Parasvanatha y una obra sobre el Rig Veda en 1916.
Bloomfield fue elegido miembro de la Sociedad Filosófica Americana en 1904 y de la Academia Americana de las Artes y las Ciencias en 1914. 